# Scopula dentigerata
Scopula dentigerata är en fjärilsart som beskrevs av Walker 1863. Scopula dentigerata ingår i släktet Scopula och familjen mätare. Inga underarter finns listade.